# Elvi Sinervo
Elvi Aulikki Sinervo, född 4 maj 1912 i Helsingfors, död 28 augusti 1986 i Pernå, var en finländsk författare och översättare.

## Biografi
Sinervos far var en aktiv fackföreningsman, och när de vita intog Helsingfors under finska inbördeskriget var han tvungen att gå under jorden. Familjen flyttade till Laihela i Österbotten, men återvände till Helsingfors efter faderns död. Elvi Sinervo gick 1930 in i Socialdemokraternas ungdomsförbund och publicerade sina första texter i vänsterpressen. Hon studerade vid Helsingfors universitet 1934–35. År 1933 gifte hon sig med Mauri Ryömä, som var riksdagsman och medlem av Finlands kommunistiska partis centralkommitté. Tillsammans med sin man besökte Sinervo Sovjetunionen 1936. Under vinterkriget internerades Sinervos make av politiska skäl. 1941–44 satt hon själv i fängelse, dömd för landsförräderi. Fängelsevistelsen radikaliserade Sinervo ytterligare; när hon kom till fängelset var hon ännu socialdemokrat, men när hon kom ut därifrån var hon kommunist. Där skrev hon också dikter, som publicerades 1944 under titeln Pilvet. Då en politisk fånge inte hade rätt att skriva poesi eller berättelser, skrev hon dikterna i smyg på toalettpapper. 
Hon debuterade 1937 med novellsamlingen Runo söörnäisistä, och 1939 utkom hennes första roman, Smeden i Palava by. Under efterkrigsåren var Sinervo den finländska vänsterlitteraturens mest erkända och framträdande författare, och de skarpa politiska budskapen gjorde henne till en förebild för de studenter och konstnärer som verkade under 1970-talets vänstervåg. Hon kallades "diktarmoran", och hennes dikter sjöngs och reciterades ofta med hög röst och knuten näve.

## Verk översatta till svenska
- Smeden i Palava by (översättning Ragna Ljungdell-Erlandsson, Ljus, 1945) (Palavankylän seppä)
- William Bortbyting: berättelsen om en gosse, som ville bli lik Danko (översättning Anna Bondestam, Kooperativa förbundet, 1947) (Viljami Vaihdokas)
- Kamrat svik inte (översättning Eva Wichman, Ordfront, 1975) (Toveri älä petä)
- Diktarmoran och andra dikter (urval, tolkning och efterskrift av Claes Andersson; ill. av Ulla Wennberg, Ordfront, 1978)
- Barnet ser och andra noveller (översättning Tatiana Sundgren, Boklaget, 1980)

## Priser och utmärkelser
- 1967 – Pro Finlandia-medaljen[5]
- 1973 – Mikael Agricola-priset
- 1980 – Eino Leino-priset